# Dreifaltigkeitskirche (Regensburg)

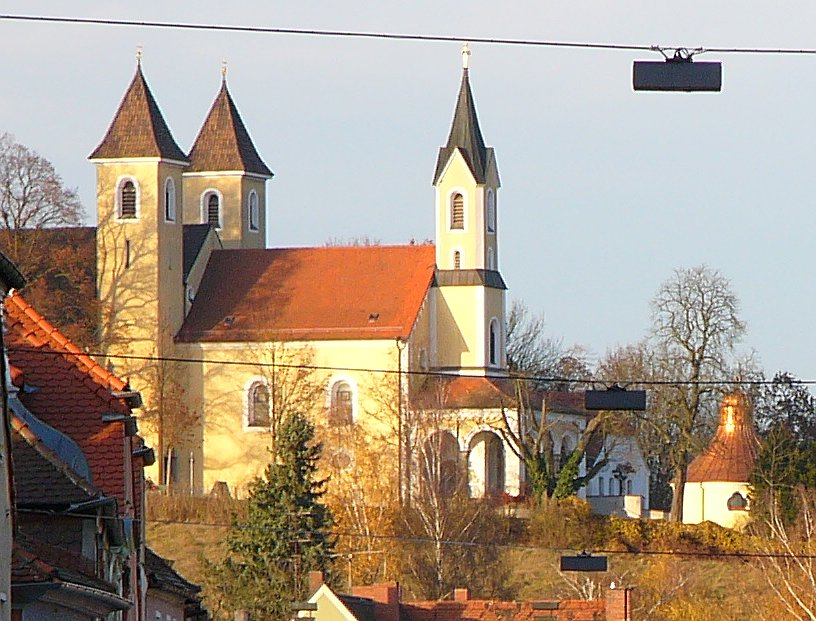
Dreifaltigkeitskirche

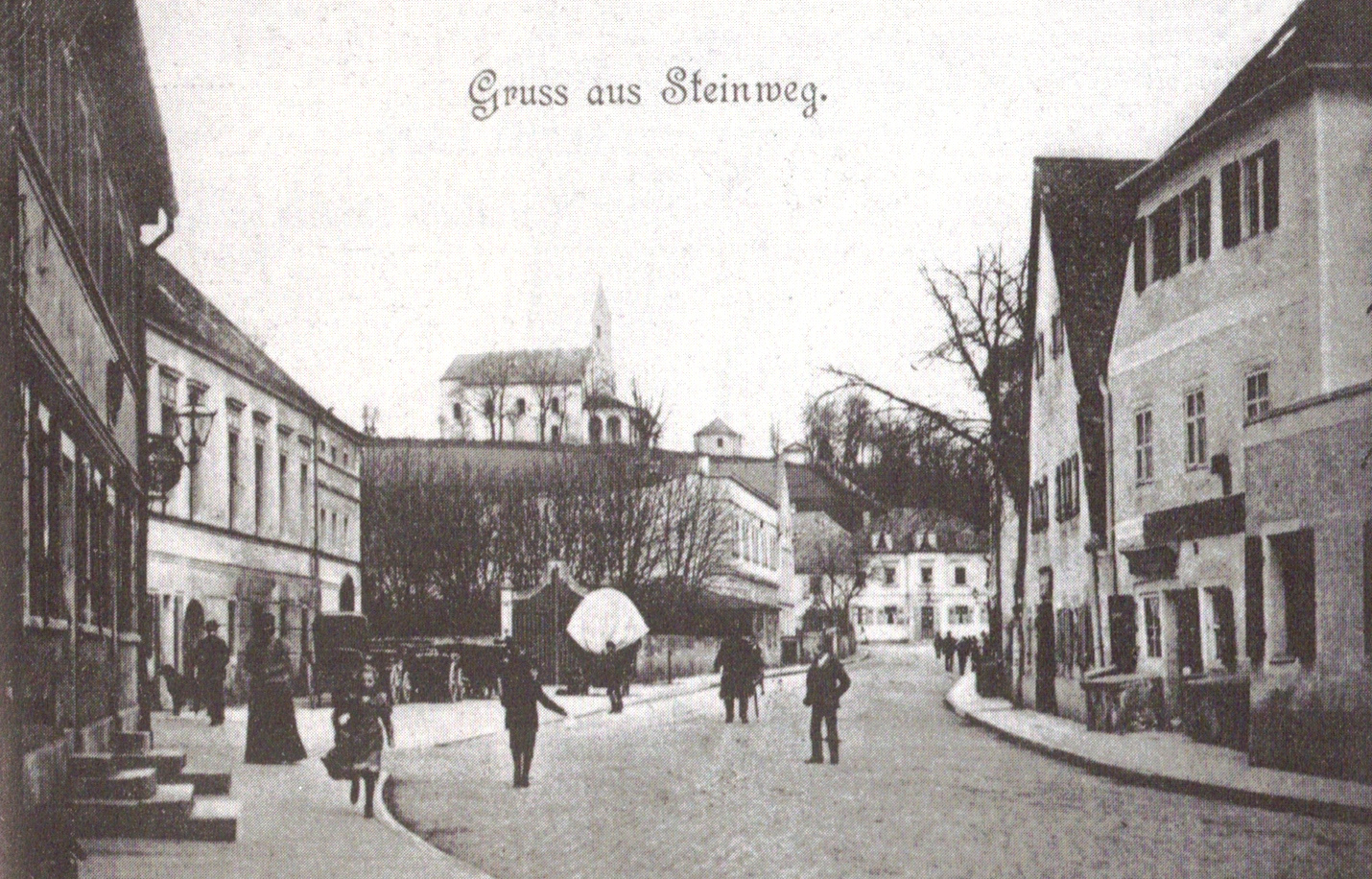
Zustand der Kirche vor der Erweiterung (Postkarte um 1920)

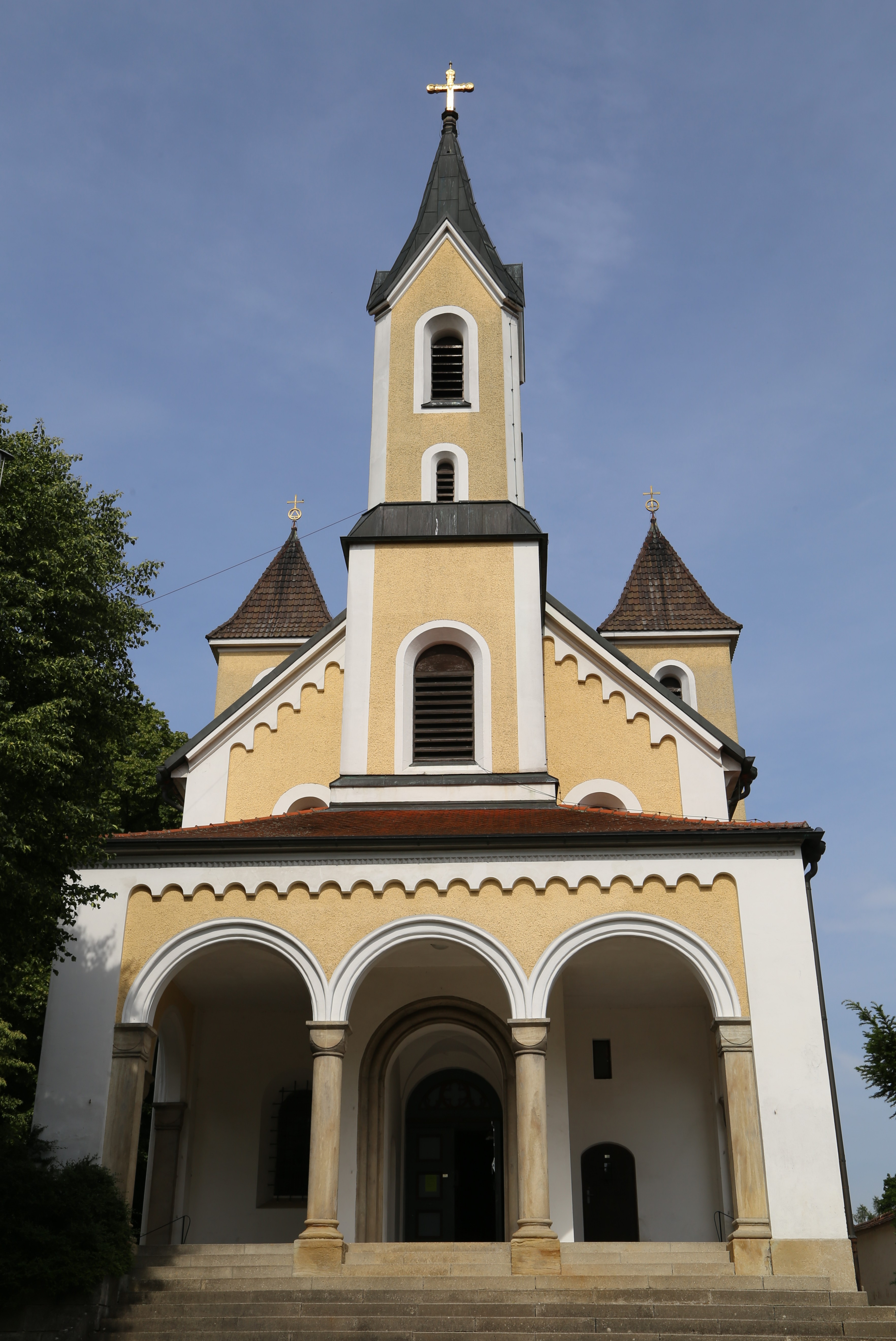
Angebaute Vorhalle

Die römisch-katholische Pfarrkirche zur Heiligen Dreifaltigkeit steht auf dem Dreifaltigkeitsberg (Am Dreifaltigkeitsberg 8) im Stadtteil Steinweg-Pfaffenstein von Regensburg.

## Geschichte
Trotz Sicherheitsvorkehrungen konnte die Ausbreitung der schwarzen Beulenpest von der Reichsstadt Regensburg auf Stadtamhof und Steinweg um das Jahr 1713 nicht verhindert werden. Anfänglich war die Pest nur auf das reichsstädtische Regensburg südlich der Donau beschränkt.
Es gab verschiedene Maßnahmen, die eingeleitet wurden, um die Pest nicht nach Stadtamhof und Steinweg zu übertragen. Eine dieser Maßnahmen war zum Beispiel, dass als Postübertragungsmittel eine eiserne Truhe an Ketten am Tor der Steinernen Brücke befestigt wurde.
Wenn sie von der Pest verschont bleiben würden, gelobten Bürger von Stadtamhof und Steinweg den Bau einer der Heiligsten Dreifaltigkeit geweihten Kirche auf der damals noch als Osterberg bezeichneten Anhöhe oberhalb des Ortes Steinweg zu errichten. Der Hauptinitiator Michael Schlecht, ein Braumeister aus Stadtamhof, sorgte dafür, dass schon am 18. September 1713 die Grundsteinlegung gefeiert werden konnte. Tragisch war, dass neun Tage nach dieser Grundsteinlegung Schlechts Ehefrau und bald auch drei seiner Söhne der Pest zum Opfer fielen.
Schlecht trieb die Arbeiten aber unaufhörlich voran und stiftete 1714 zusammen mit Anna Catharina Weiss einen Kelch, obwohl die Kirche noch gar nicht fertiggestellt war. Am 28. Juli 1715, ungefähr ein Jahr nachdem die Pest überwunden war, weihte Weihbischof Albert Ernst Graf von Wartenberg die Kirche feierlich ein. Kurz darauf verstarb Michael Schlecht; sein Epitaph befindet sich im Inneren der Kirche.
Zur Einweihung und in der Zeit danach strömten große Menschenscharen zur neuerbauten Kirche und dankten Gott für das Ende der Pestzeit.
In den Jahren 1813 und 1815 wurde das hundertjährige Jubiläum der Kirche festlich gefeiert.
Die Kirche wurde 1913 Expositurkirche, 1922 wurde sie zur Pfarrkirche von Steinweg erhoben.

## Architektur
Die Pfarrkirche in ihrem heutigen Erscheinungsbild ist ein nach Westen hin ausgerichteter Saalbau mit eingezogenem Chor, Chorflankentürmen und Vorhalle mit offenen Arkaden und Mittelturm. Der Kirchenraum gliedert sich aufgrund der Baugeschichte in drei Hauptelemente: das barocke Langhaus, der breitere Erweiterungsbau des 20. Jahrhunderts und der Chor.
Die Kirche wurde erstmals 1837 durch den Architekten Freiherr von Reichlin umgebaut: Die Vorhalle und der Turm im byzantinischen Stil wurden an der Ostwand der Kirche angebaut, wohl nach Plänen von Leo von Klenze. Der neue, repräsentative Turm ersetzte einen schlichten Dachreiter. 1933 erfolgte eine Erweiterung nach Westen durch Heinrich Hauberrisser. Er setzte an die Stelle des früheren Presbyteriums ein weiteres Kirchenschiff und im Anschluss einen neuen Chor. Die Kirche wurde in den Jahren 1856, 1912 und 1960 bis 1965 renoviert. Die letzte Gesamtsanierung wurde in den Jahren 1983 bis 1985 durchgeführt.

## Ausstattung

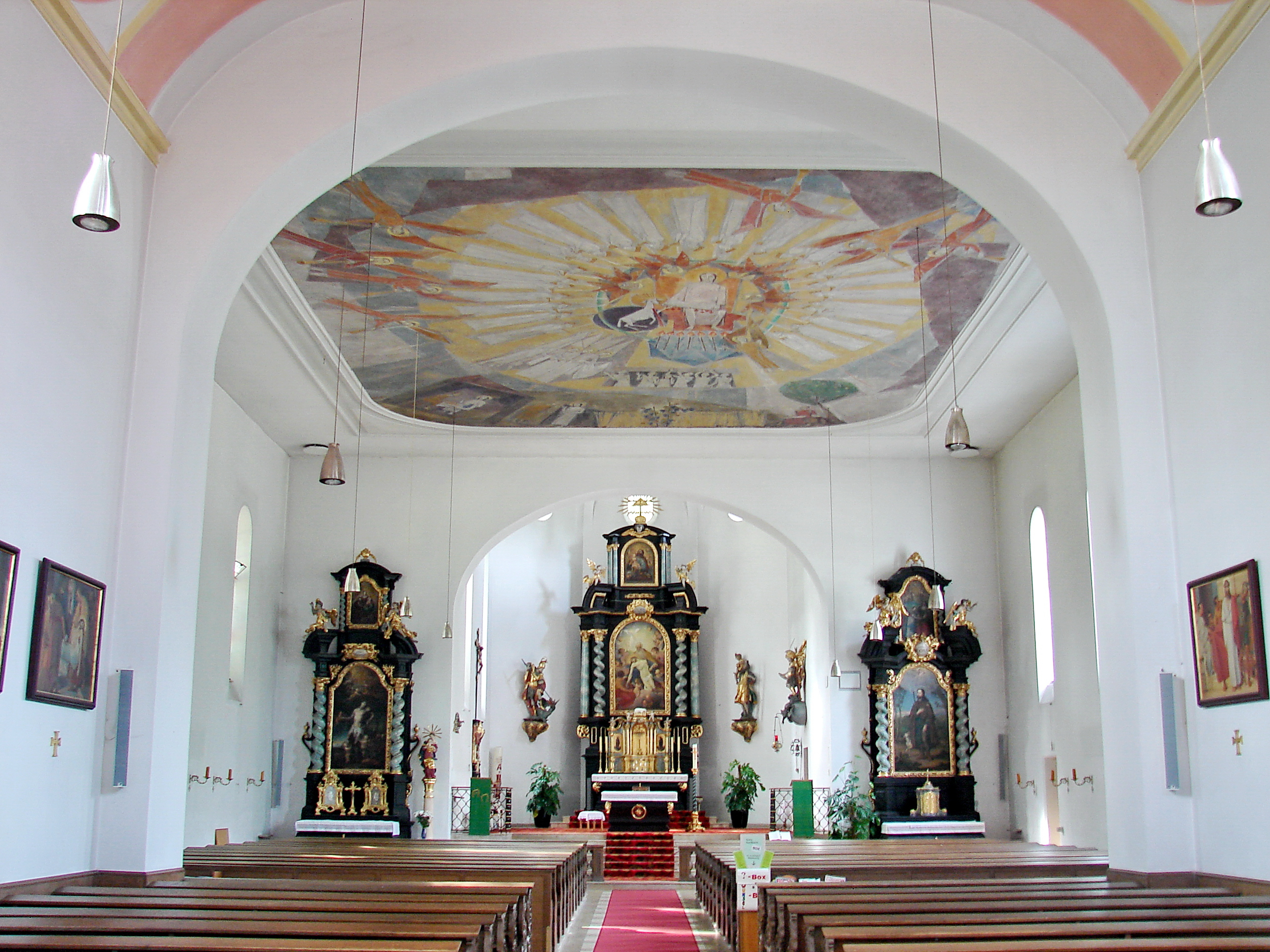
Dreifaltigkeitskirche: Innenraum

Im Inneren der Kirche befinden sich drei Altäre: Der Hauptaltar ist eine viersäulige Anlage und wurde 1713 von dem Stadtamhofer Bierbrauer Johann Georg Christoph Höchtl gestiftet. Auf dessen Vornamen beziehen sich auch die beiden flankierenden Heiligenfiguren St. Georg und St. Christopher an den Seiten des Altars. Über dem fast vollständig vergoldeten Tabernakel befindet sich das Gemälde der Heiligen Dreifaltigkeit. Es wurde im Auftrag des Stifters, des Bierbrauers Wilhelm Auer, 1934 von Josef Weininger gemalt.
Das Bild darüber und die Altarbilder auf der linken Seite von Johann Gebhard von Prüfening stammen vom Anfang des 18. Jahrhunderts. Die beiden Seitenaltäre zeigen die Pestheiligen St. Sebastian (links) und St. Rochus (rechts), welcher auch der Patron der alten Pfarrkirche von Steinweg war.
Die Kanzel der Kirche befindet sich heute in der Pfarrkirche zu Sallern. Nur die Holzfigur des hl. Michael, die sich vormals auf dem Schalldeckel befand, blieb über der Sakristeitür erhalten. Das Deckengemälde im ursprünglichen Bauteil zeigt neun Bilder, gestiftet von den Zünften von Weichs, Steinweg und Stadtamhof. Neben den sieben Werken der Barmherzigkeit sind die Beruhigung des Seesturms und der reiche Fischfang aus der Bibel dargestellt. Die Pietà im Engelsreigen an der nördlichen Seitenwand wurde 1717 von Margaretha Wirth gestiftet.
Von 1715 stammen die beiden Weihwasserbecken aus Rotmarmor, von 1732/35 stammen die Beichtstühle. Die Kreuzwegstationen wurden von Josef Weininger 1933/34 gefertigt. Der Maler orientierte sich an Kreuzwegdarstellungen von Fugel, Stuck, Feuerstein u. a. Das große Deckenfresko im westlichen Anbau wurde 1961 im Zuge der Kirchenrenovierung hinzugefügt und von Karl Manninger geschaffen. Es zeigt eine Darstellung der Apokalypse.
Sehenswert sind die Grabplatte von Michael Schlecht, das gotische Steinreliefkreuz und der Taufstein von 1717. Eine Besonderheit stellt der sogenannte Pestleichenstein an der Ostwand dar. Dieser stammt aus der Umfriedung des Pestlazaretts am Unteren Wöhrd und wurde zum Gedenken den Personen gewidmet, die an der Pestepidemie 1713/14 verstorben waren.
Die dreimanualige Orgel mit 25 Registern wurde 1968 von der Firma Walcker im neuzeitlichen Stil erbaut.

## Außenbereich
Der Kreuzweg, der den Dreifaltigkeitsbergweg entlang zur Kirche hinauf führt, stammt aus der Barockzeit und umfasst vierzehn Stationen. Er wurde in den Jahren 1845 und 2001 renoviert und endet am Kirchenvorplatz in einer Kreuzwegkapelle, welche 1922 durch Hauberrisser in eine Kriegergedächtniskapelle umgewandelt wurde. Das Mesnerhaus und der alten Bürgerfriedhof aus dem Jahr 1798 begrenzen den Kirchenvorplatz.

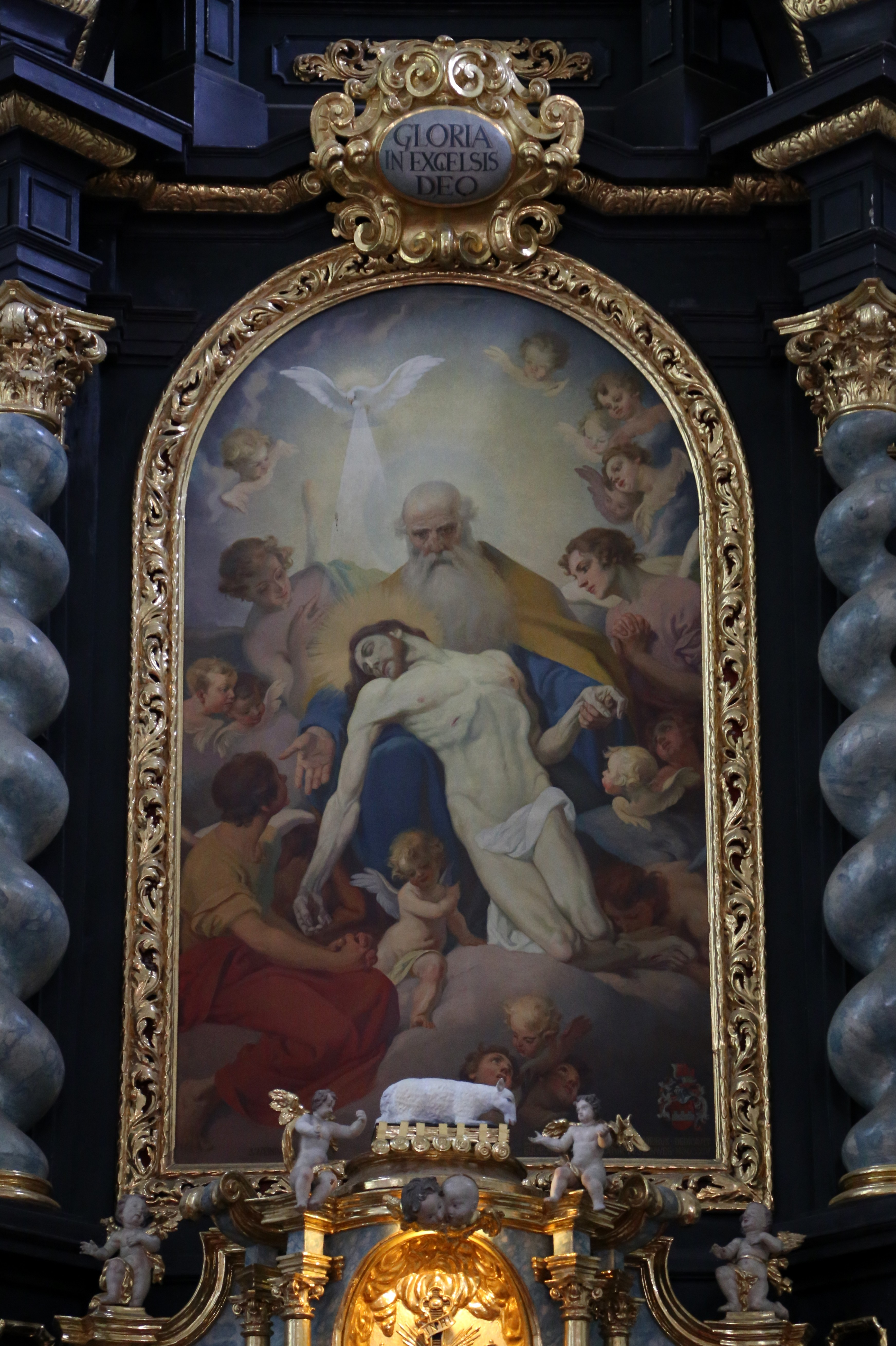
Hauptaltar
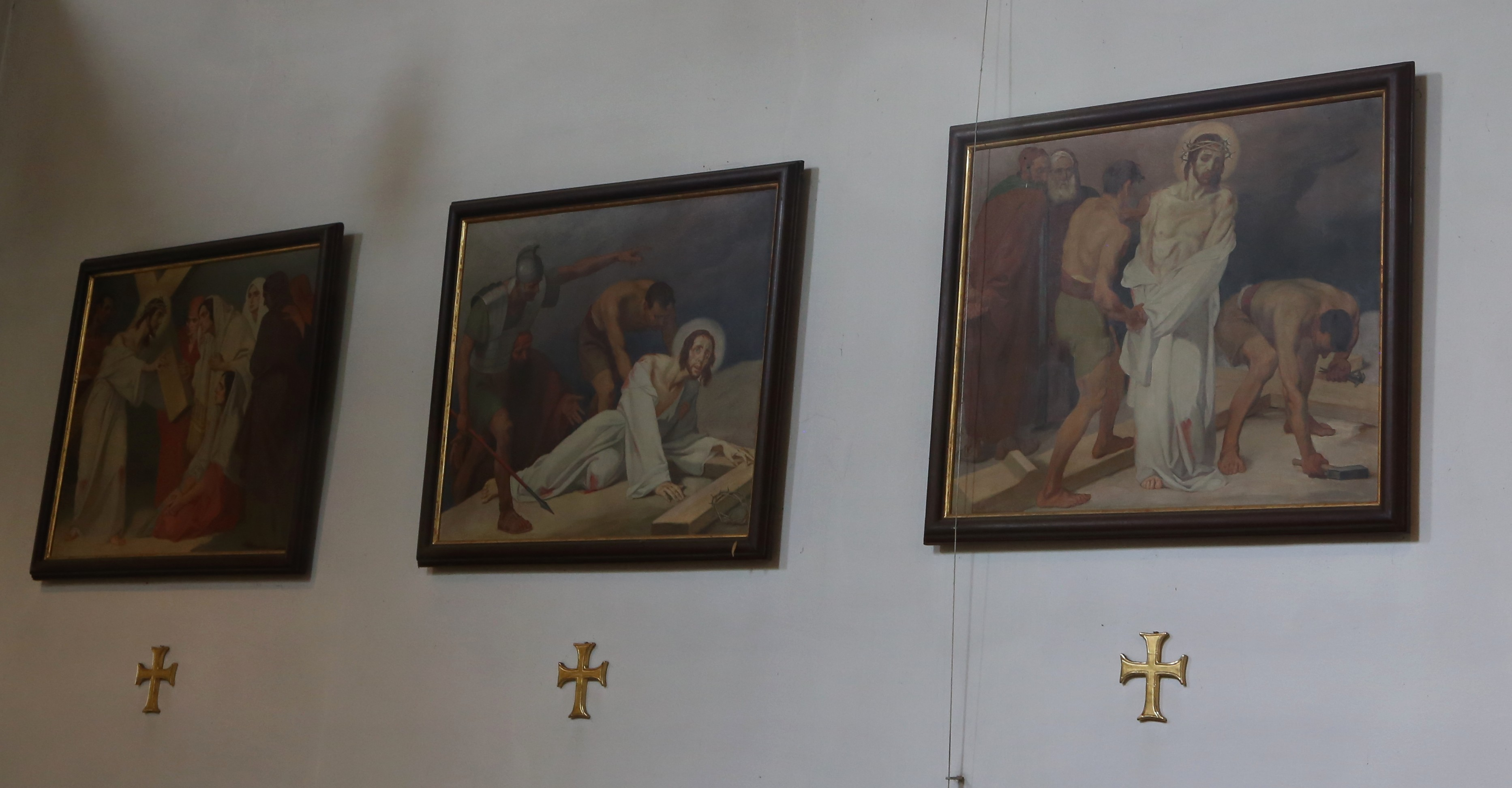
Kreuzweg
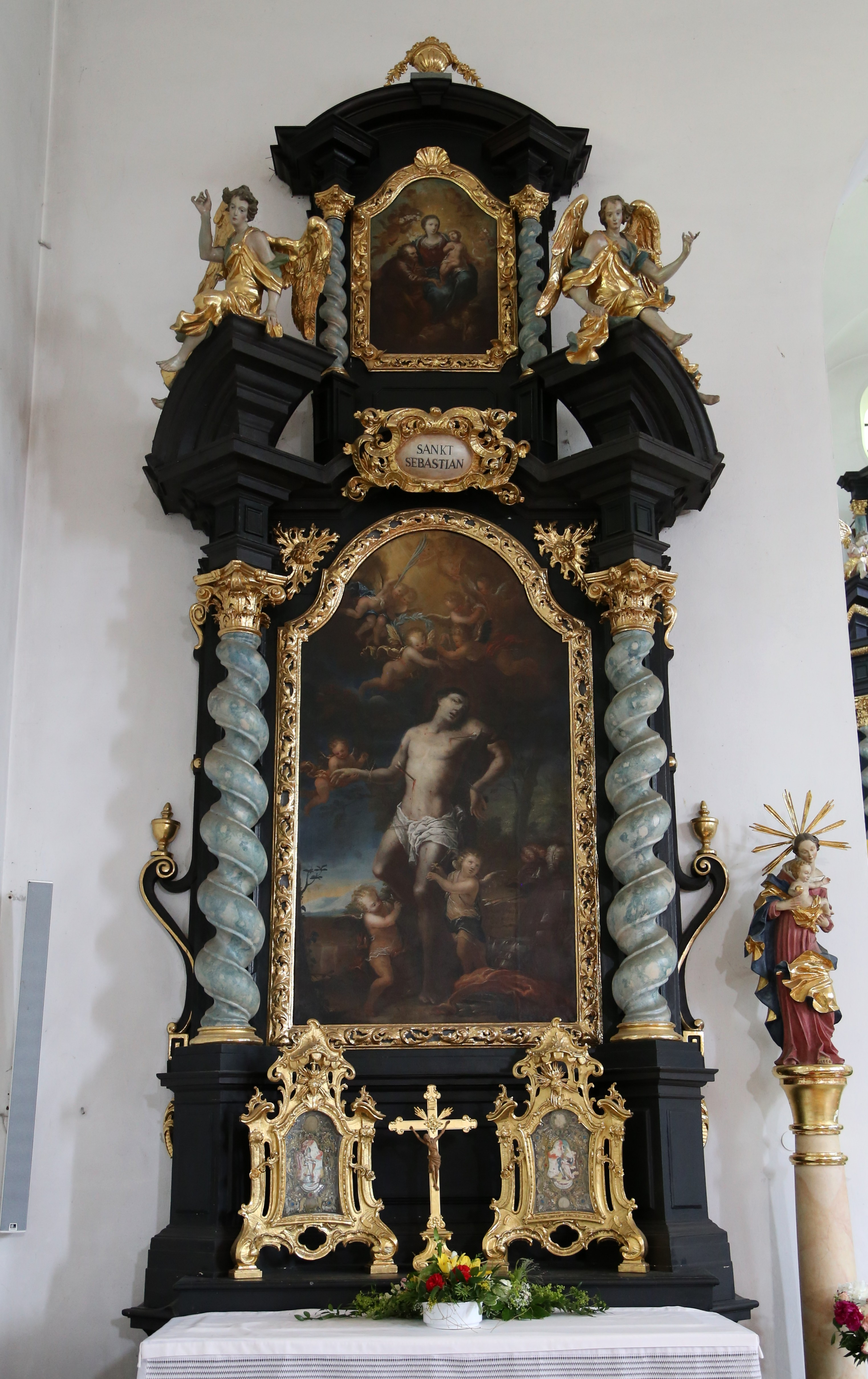
Linker Seitenaltar
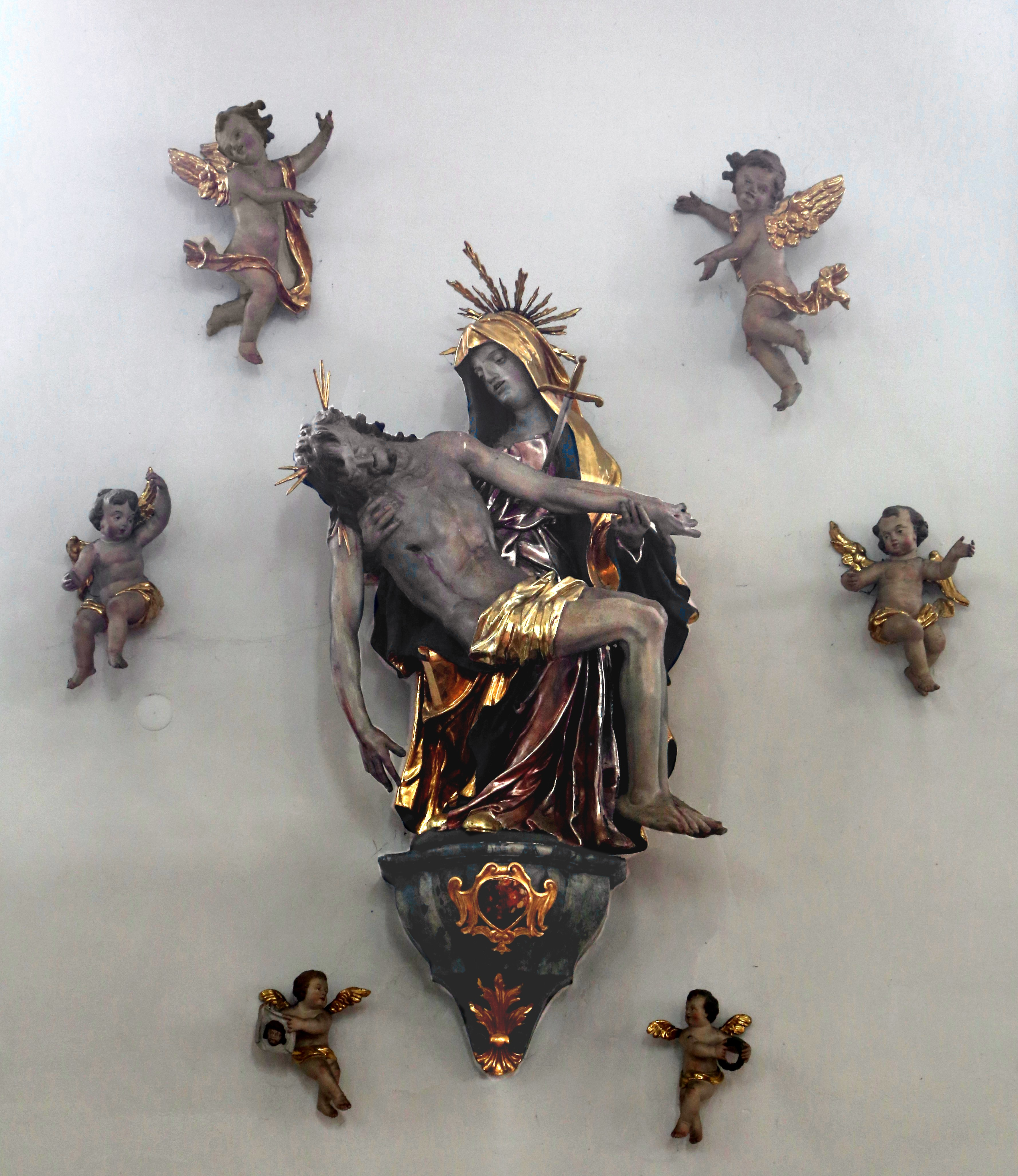
Pietà mit Engelsreigen
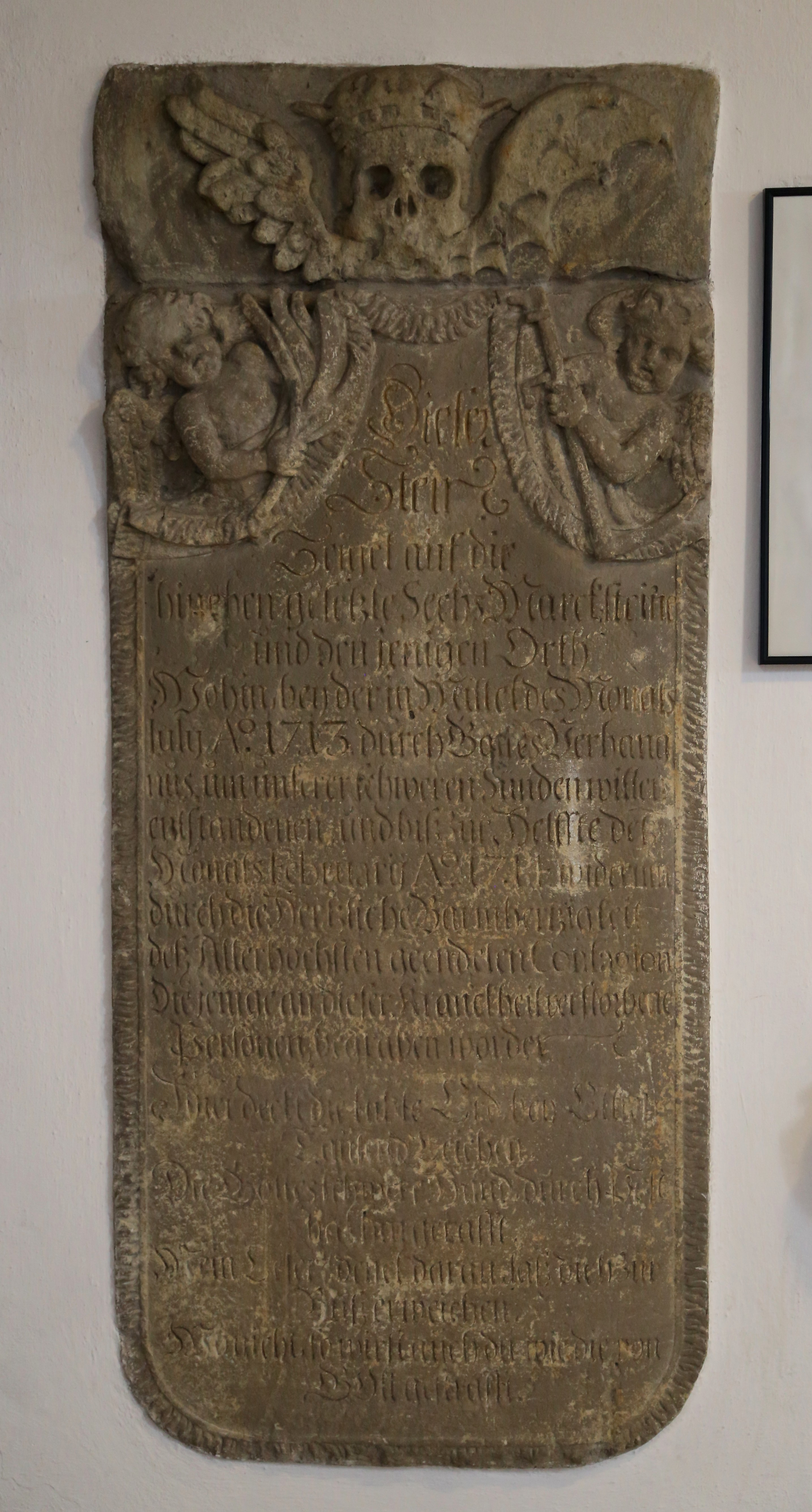
Pestleichenstein